# Zajčji Vrh (Črnomelj, Slovenija)
Zajčji Vrh je naselje u slovenskoj Općini Črnomelju. Zajčji Vrh se nalazi u pokrajini Dolenjskoj i statističkoj regiji Jugoistočnoj Sloveniji. 

## Stanovništvo
Prema popisu stanovništva iz 2002. godine naselje je imalo 17 stanovnika.